# پلاوا
پلاوا (به لاتین: Pelawa) یک منطقهٔ مسکونی در سری‌لانکا است که در استان مرکزی (سری‌لانکا) واقع شده‌است.